# Anatoli Grigorjewitsch Mereschko

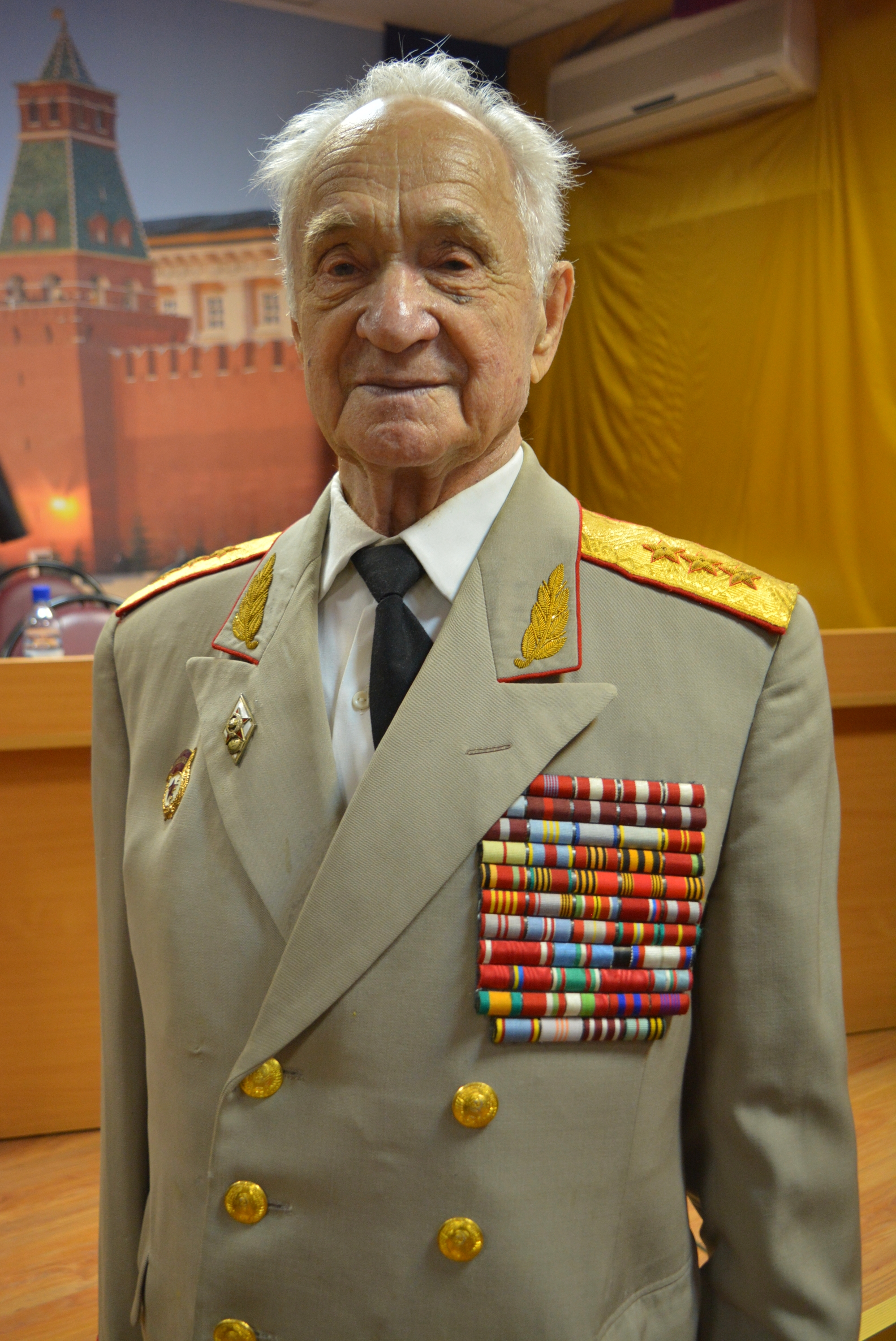
Anatoli Grigorjewitsch Mereschko, 2016

Anatoli Grigorjewitsch Mereschko (russisch Анатолий Григорьевич Мережко; * 7. August 1921 in Nowotscherkassk, Oblast Rostow; † 11. Dezember 2018 in Moskau) war ein hoher sowjetischer Militär während der Zeit des Kalten Krieges. Von 1969 bis 1983 war er Chef der operativen Verwaltung und stellvertretender Chef des Stabes der Vereinigten Streitkräfte der Staaten des Warschauer Paktes mit dem Dienstgrad Generaloberst.

## Leben
Mereschko ist der Sohn von Grigori Danilowitsch Mereschko (1895–1979) und seiner Frau Irina G. 
Nach der Schule wurde er im Oktober 1939 zur Roten Armee eingezogen und absolvierte seine Ausbildung im 25. Infanterieregiment der 104. Infanteriedivision in Tschapajewsk. Im Februar 1940 begann er ein Studium an der Militärinfanterieschule in Ordschonikidse und an der neu aufgestellten 2. Infanterieschule Ordschonikidse (Орджоникидзевское военно-пехотное училище (ОВПУ)) und beendete diese im Juni 1941. Mit dem Überfall auf die Sowjetunion am 22. Juni 1941 erfolgte seine vorzeitige Entlassung als Leutnant und er wurde Kommandeur des 2. Zuges der Kursanten innerhalb der 7. Reservearmee, aus der im Juli 1942 die 62. Armee gebildet wurde. Die Kursanten wurden in ein Regiment der 62. Armee umgewandelt. In seinem ersten Kriegseinsatz kämpfte Mereschko am Bahnhof in Surowikino, westlich von Stalingrad gegen die deutschen Truppen. Im September 1942 wurden die Reste des Kursanten-Regiments mit rund 120 Mann auf das linke Ufer der Wolga zurückgezogen. Mereschko wurde kurz darauf im Rang eines Oberleutnants als Verbindungsoffizier beim Stab der 62. Armee eingeteilt. Im Oktober 1942 wurde er auf Empfehlung seines Bataillonskommandeurs als Nachrichtenoffizier der operativen Abteilung des Stabes der 62. Armee zugewiesen. Im Juli 1943 gehörte er zur operativen Abteilung des 29. Gardeschützenkorps der (Südwestfront). Während des Zweiten Weltkriegs kämpfte er an weiteren Fronten über Saporischschja, Odessa, Schukowski, Lodz, Poznań bis nach Berlin. 
Nach dem Ende des Krieges studierte er ab Juli 1945 an der Frunse-Militärakademie in Moskau und wurde 1946 der operative Führung des Leningrader Militärbezirks zugewiesen. Ab 1951 ist er beim 30. Gardeschützenkorps. Von September 1955 bis Oktober 1957 studiert er an der Militärakademie des Generalstabes der Streitkräfte der UdSSR „K.J. Woroschilow“ in Moskau.
Ab November 1957 wurde er Leiter der Abteilung der operativen Vorbereitung des Stabes (Personalausbildung) der Gruppe der Sowjetischen Streitkräfte in Deutschland (GSSD) und im August 1958 Leiter der Personalabteilung der operativen Verwaltung des Stabes der GSSD. Ab Dezember 1960 wurde er stellvertretender Chef der operativen Abteilung des Stabes der GSSD und war unter dem Oberbefehlshaber der GSSD, Armeegeneral Iwan I. Jakubowski, zuständig für die Planung der Absicherung der Grenzkontrollsperre zwischen Ost-Berlin und West-Berlin. In dieser Funktion war er auch aktiv an der Schließung der Sektorengrenze in Berlin beteiligt. 
Im August 1962 wurde er Leiter der operativen Verwaltung der Südlichen Gruppe der sowjetischen Truppen (SGT) in Ungarn. Ab Oktober 1964 kommandierte er die 77. Gardeschützendivision und danach die 54. Infanteriedivision des Leningrader Militärbezirks. Ab Dezember 1966 war er Leiter der Abteilung für taktische und operative Ausbildung von Ingenieuren an der Kuibyschew-Militärakademie für Pioniertruppen und erhielt hier eine Professur.
Von Juni 1969 bis zu seiner Pensionierung im Dezember 1983 war er im Rang eines Generalobersts Operationschef und stellvertretender Chef des Stabes der Vereinigten Streitkräfte der Staaten des Warschauer Paktes und nahm an mehreren Sitzungen des Politischen Beratenden Ausschusses (PBA) teil.
Von 1984 bis 1991 arbeitete er im wissenschaftlichen und methodischen Zentrum des Zivilschutzes der Sowjetunion.
Für einiges Aufsehen sorgte ein Interview des Historikers Manfred Wilke mit ihm. In diesem Gespräch, das im Deutschland Archiv 02/2011 am 4. Februar 2011 veröffentlicht wurde, behauptet Mereschko, er habe den Bau der Berliner Mauer geplant und nicht wie von sich selbst behauptet Erich Honecker. Die Superillu veröffentlichte hierzu einen vierseitigen Bericht. Maria Nooke, stellvertretende Direktorin der Stiftung Berliner Mauer, sagte gegenüber dem Berliner Kurier, man werde sich auf der wissenschaftlichen Tagung zum 50. Jahrestags des Mauerbaus mit der These beschäftigen.

## Auszeichnungen
- Orden „Für den Dienst am Vaterland in den Streitkräften der UdSSR“ (III. Klasse)
- Orden der Völkerfreundschaft
- Orden der Oktoberrevolution
- Orden des Vaterländischen Krieges II. Klasse[5] und I. Klasse[6]
- Alexander-Newski-Orden
- Rotbannerorden (3×)
- Orden des Roten Sterns (4×)